# Orangeroter Graustiel-Täubling
Der Orangerote Graustiel-Täubling (Russula decolorans) ist ein Pilz aus der Familie der Täublingsverwandten. Der Täubling ist eine der markantesten Arten in montanen Kiefern- oder Fichtenwäldern. Das stark grauende Fleisch, der orangerote Hut und die buttergelben, angehefteten Lamellen sind drei Bestimmungsmerkmale, mit denen sich der Täubling fast sicher bestimmen lässt.

## Merkmale

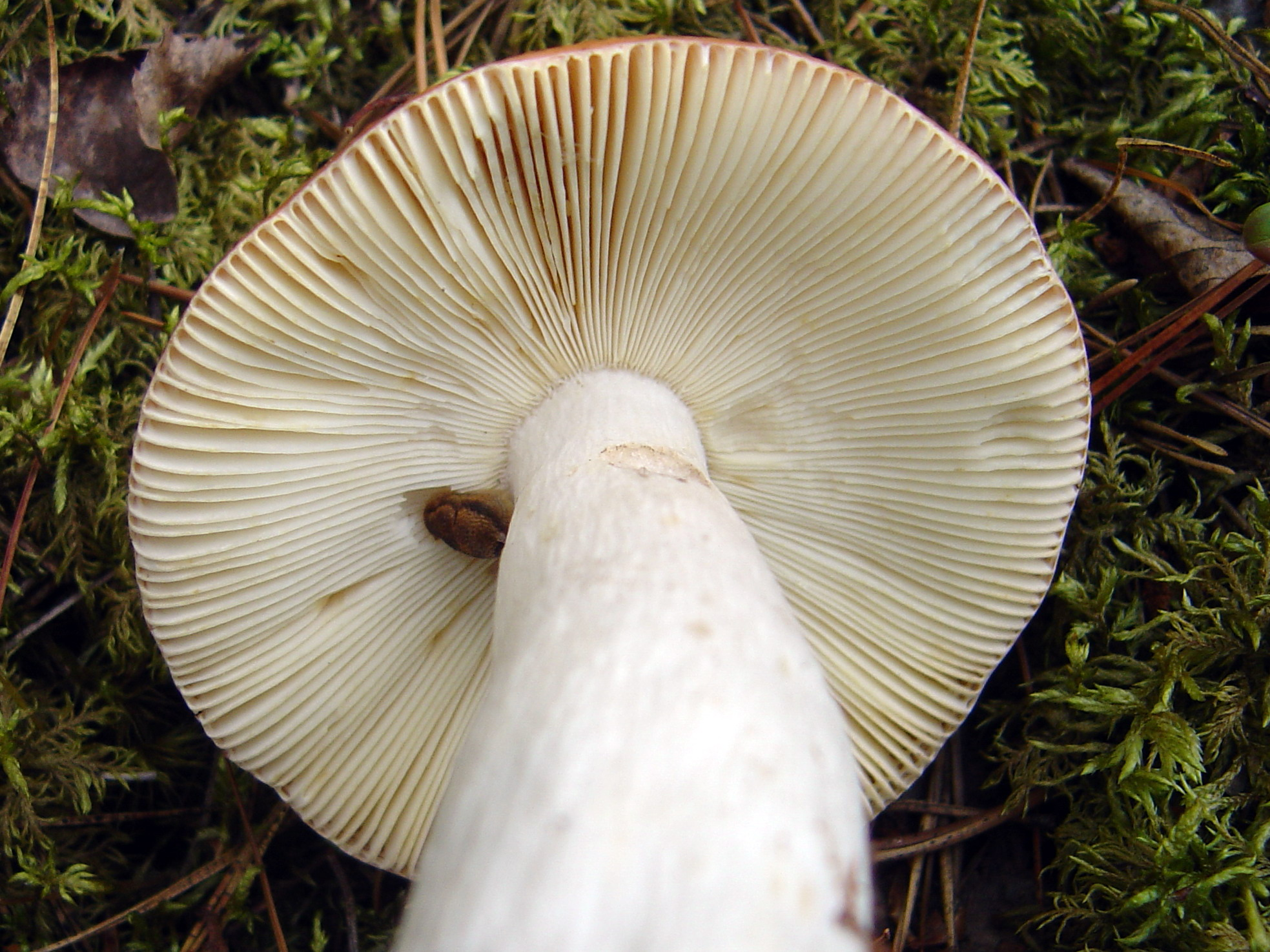
Blick auf die Hutunterseite des Orangeroten Graustiel-Täublings (Russula decolorans) mit den Lamellen

### Makroskopische Merkmale
Der 4 bis 12 cm große Hut variiert in der Farbe von Orange bis Ziegelrot, im Alter blasst er gelblich aus. Der Hutrand ist erst im Alter kurz gerieft. Bei Feuchtigkeit ist die Hutoberfläche etwas schmierig, ansonsten matt und trocken.
Die äußerst brüchigen Lamellen sind jung gelblich-weißlich, sehr dünn und stehen gedrängt. Bis zur Reife werden sie buttergelb und können später stellenweise grau werden. Das Sporenpulver ist blass ocker und amyloid.
Der Stiel ist weißlich, später grau und hat oftmals eine in Längsrichtung gerunzelte Oberfläche. Jung ist das Fleisch sehr hart und weiß, mit dem Alter graut es aber von der Stielbasis her und wird dunkelgrau-schwärzlich. Die Stielbasis ist leicht wurzelnd. Wie bei fast allen Täublingen auch, bricht der Stiel leicht auseinander. Die Bruchstelle ist nie faserig oder glatt. Der Grund dafür sind kugelförmige Zellen (Sphaerozysten), die in Nestern im Fleisch eingestreut sind.
Das Fleisch hat keinen nennenswerten Geruch, bei der Geschmacksprobe wird man aber feststellen, dass es einen milden Geschmack hat. Das Hutfleisch verfärbt sich mit Eisensulfat graurosa. Auch mit Guajak reagiert es schnell und intensiv blaugrün, während Phenol das Fleisch weinbraun verfärbt.

### Mikroskopische Merkmale
Die elliptischen Sporen messen 8,5–12 × 7–9 µm und sind mit mehr oder weniger isoliert stehenden, groben Stacheln besetzt, die bis zu 1,5 µm hoch werden können. Die grobstachligen Warzen sind stellenweise über feine Linien miteinander verbunden. Die Sporen haben – wie für die Täublinge üblich – keinen Keimporus.
Die Basidien sind keulig und 50–60 µm lang und 13–17 µm breit. Sie tragen je vier Sterigmen, die jeweils eine Basidiospore tragen. Die 65–100 µm langen und 11–12 µm breiten Cheilozystiden – das sind die Zystiden auf der Lamellenschneide – sind spindelförmig. An der Spitze sind sie nur teilweise appendikuliert, das heißt, sie tragen einen kleinen Fortsatz oder Appendix. Die 70–105 µm langen und 7–16 µm breiten Pleurozystiden sehen ähnlich aus, sind aber zum größten Teil appendikuliert. Alle Zystiden sind zahlreich und färben sich mit Sulfobenzaldehyd grauschwarz an.
Die Huthaut besteht aus zylindrischen, meist welligen und verzweigten, 2–4 µm breiten Hyphen („Haare“), die ein- bis zweifach septiert – also durch Querwände unterteilt – sind. An der Spitze sind sie meist etwas verjüngt. Zwischen den haarartigen Hyphenzellen findet man mehr oder weniger keulige, 5–9 µm breite Pileozystiden. Diese sind ein- bis zweifach septiert. Das erste Septum findet man meist im oberen Drittel. Auch die Pileozystiden färben sich mit Sulfobenzaldehyd grauschwarz an.

## Artabgrenzung
Das grauende Fleisch unterscheidet den Orangeroten Graustiel-Täubling normalerweise gut von anderen gleich gefärbten Täublingen. Nur junge Fruchtkörper, die noch keine Graufärbung aufweisen, können mitunter mit dem Apfel-Täubling verwechselt werden, besonders dann, wenn bei ihm der Stiel ausnahmsweise nicht rosa überhaucht ist. Beide Täublinge kommen an den gleichen Standorten vor, auf sauren, feuchten Böden in montanen Nadelwäldern oder in Hochmooren, was eine Verwechslung durchaus wahrscheinlich macht.
Noch schwerer ist es, den Orangeroten Graustiel-Täubling und einen stark ausgebleichten Weinroten Graustiel-Täubling (Russula vinosa) auseinanderzuhalten. Mikroskopisch lassen sich die beiden Arten allerdings leicht auseinanderhalten, da der Weinrote Graustiel-Täubling in seiner Huthaut keine Pileozystiden besitzt.
Stark ausgeblasste Exemplare könnten eventuell noch mit dem Gelben Graustiel-Täubling (Russula claroflava) verwechselt werden, der meist in Mooren unter Birken vorkommt.

## Ökologie
Bevorzugter Lebensraum des Orangeroten Graustiel-Täublings sind Nadelwälder und Hochmoore.
Dort erscheinen seine Fruchtkörper von Juli bis Oktober. Als Mykorrhizapilz lebt er in Symbiose mit Nadelgehölzen, vor allem mit der Kiefer, zumindest in Deutschland ist er im Flach- und Hügelland eher mit Pinus-Arten, im Gebirge mehr mit Picea vergesellschaftet. Als streng kalkmeidende Nadelwaldart wächst er gerne auf sauren Böden zwischen Heidekraut und bevorzugt feuchte bis nasse, basen-, nährstoff- und stickstoffarme Untergründe.

## Verbreitung

Europäische Länder mit Fundnachweisen des Orangeroten Graustiel-Täublings.
Legende:
Länder mit Fundmeldungen
Länder ohne Nachweise
keine Daten
außereuropäische Länder

Der Orangerote Graustiel-Täubling kommt in den gemäßigten und borealen Regionen Europas und Nordasiens und Nordamerikas (USA, Kanada) vor. Auch aus Nordafrika (Marokko) gibt es Fundmeldungen. Er kommt vor allem in nördlichen Regionen vor, so gilt er in Skandinavien, dem Baltikum und der nordrussischen Taiga als weit verbreitet, in Großbritannien und Mitteleuropa ist er mäßig verbreitet, in Westeuropa selten. Im Süden seines Verbreitungsgebietes (südliches Mitteleuropa und Südeuropa) wird er zunehmend zu einer montanen und hochmontanen Art. In Deutschland ist er stellenweise häufig, in der Schweiz mittelhäufig. Er wurde zwar in der ganzen Schweiz nachgewiesen, die meisten Funde stammen aber aus dem Alpenraum. Im Mittelland, zwischen Genfer- und Bodensee, wurden nur vereinzelt Funde gemacht, auf Bergketten mit über 1000 Metern Höhe – wie zum Beispiel auf dem Harder – hingegen sehr viele.
In Deutschland ist er von der Küste bis ins Flachland auf geeigneten Böden verbreitet. Im Flachland ist er aber zumindest in Westdeutschland selten, nur in den Kiefernforsten der Mittelgebirge ist er etwas häufiger, so zum Beispiel in den Kiefernwäldern des Buntsandstein-Odenwaldes. Auch in der Schweiz ist der Täubling weit verbreitet und kommt vor allem im Hügel- und Bergland vor, in gewissen Jahren kann er durchaus häufig sein.

## Systematik

### Infragenetisch Systematik
Bon und Romagnesi stellen den Orangeroten Graustiel-Täubling in die Untersektion (Sektion) Decolorantinae. Die Vertreter der Untersektion Decolorantinae zeichnen sich dadurch aus, dass sie mild schmecken, ihr Fleisch graut oder schwärzt und ihre Huthaut Pileozystiden, aber keine Primordialhyphen enthält.

### Varietäten
| Varietät                         | Autor              | Beschreibung |
| -------------------------------- | ------------------ | --- |
| R. decolorans var. albida (1904) | Blytt              | Die Varietät hat einen weißlichen Hut, ansonsten sind alle Merkmale wie beim Typus ausgeprägt. Der var. albida kommt in Wäldern in Skandinavien, Frankreich und dem Baltikum vor. |
| R. rosea var. constans           | (Britzelm.) Singer | Der Hut ist gelbbraun bis bräunlichgelb. Die Varietät kommt in Mooren vor. Die Fruchtkörper erscheinen zwischen August und September.                                             |

## Bedeutung
Der Orangerote Graustiel-Täubling gehört zu den besseren Speisepilzen und ist aromatisch und bissfest. Die Art wird in Deutschland in die Gefährdungsgruppe G3 der Roten Liste eingeordnet, sie ist im Rückgang begriffen. Hauptursachen ihres Rückganges sind Waldbodendüngung sowie Nährstoffeinträge und Entwässerungsmaßnahmen. In der Schweiz wird er von der Eidgenössischen Forschungsanstalt für Wald, Schnee und Landschaft (WSL) momentan unter „Low Concern“ – nicht gefährdet – aufgeführt, genauere Untersuchungen wurden aber noch nicht gemacht.